# Yasuhiro Yoshiura

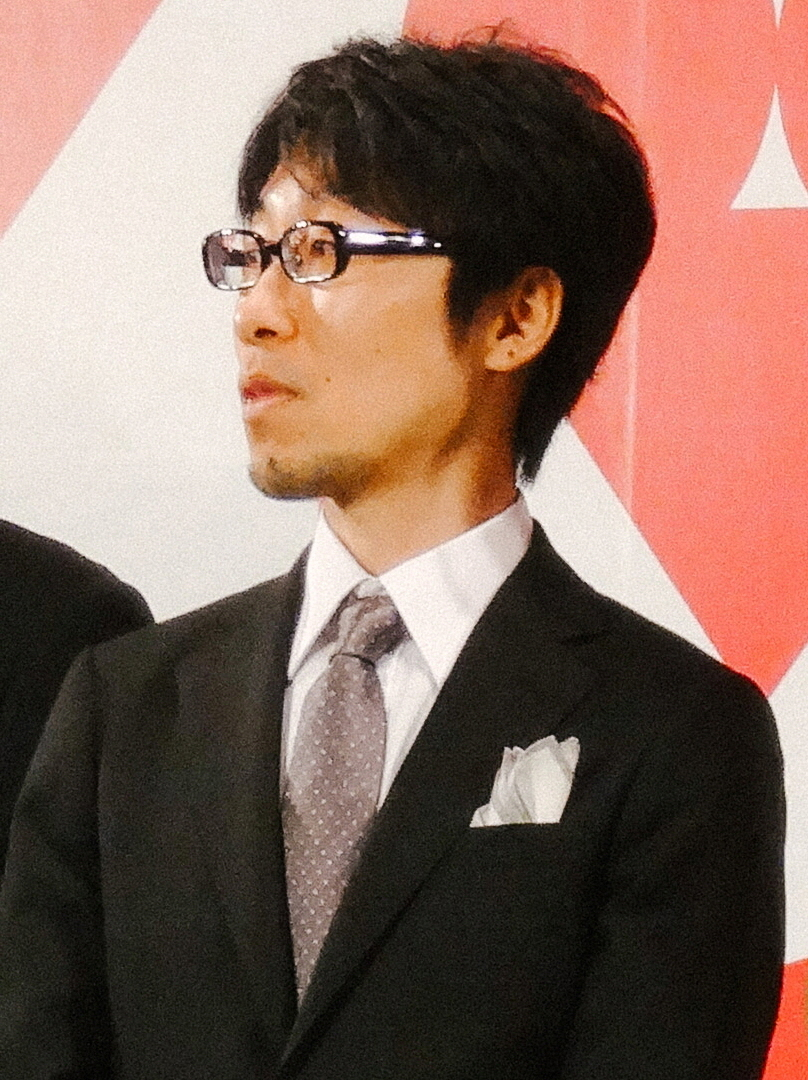
Yasuhiro Yoshiura, escritor, diseñador y director de origen japonés. Nació en Hokkaido el 3 de abril de 1980 (41 años). Se ha destacado como cineasta, siendo algunas de sus obras: Kikumana, Mizu no Kotoba, Pale Cocoon, Pop Jam, Eve no Jikan, Yo Can (Not) Advance, Sakasama no patema, y su último cortometraje de animación, Harmonie (2014), por lo que ha recibido diversos reconocimientos y galardones en el continente asiático.

Yasuhiro Yoshiura (吉浦 康裕 Yoshiura Yasuhiro?) (Hokkaido, Japón, 3 de abril de 1980) es un escritor, diseñador y director japonés nacido en Hokkaido, Japón, creador de obras como Sakasama no pantema , Eve no jikan y la reciente Harmonie.

## Historia
Yasuhiro nació en Hokkaido y creció en Fukuoka donde estudió Diseño Industrial en la Facultad de Diseño de la Universidad de Kyushu, graduándose en marzo de 2003.
Se iniciaría como productor de animación independiente mientras cursaba la universidad al grado de llegar a presentar obras nacionales e internacionales. Al graduarse produciría Pale Cocoon después de esta producción el viajaría a Tokio donde produciría con Studio Rikka Eve no jikan (Time of Eve) una serie de 6 episodios emitidas inicialmente en la web (Yahoo! Japón), posteriormente el material sería incluido en Crunchyroll, se haría una película del mismo título emitiéndola a todo el país resumiendo las 6 ONAS. En 2012 sería el autor de Sakasama no patema llevándola a las salas de cine de todo Japón en 2013, y otra obra titulada Harmonie llegaría a las salas en marzo de 2014. Actualmente trabaja en otro proyecto.

## Obras
- (Director, 2001) Kikumana .
- (De producción propia, 2002) Mizu no Kotoba(palabras de agua).
- (Producción individual, 2005) Pale Cocoon.
- (Director, 2006) Pop Jam .
- (Escrita y dirigida originalmente,2009) Eve no jikan.
- (Diseñador, 2009) Evangelion 2.0 You Can (Not) Advance.
- (animación teatral, director guion original, 2010) Eve no jikan la película.
- (Director, supervisor del guion original, Creador Original,2012) Sakasama no patema .
- (Cortometraje de animación, escrito y dirigido el original, de 2014) Harmonie.
- (Director, 2021) Ai no Utagoe wo Kikasete

## Premios
- Japan Digital Animation Festival: premio Tomushito (Kikumana, 2001)
- Estadio digital Yuichi Premio Ito (Kikumana, 2002)
- 14 °concurso DoGACG: Art Award (Kikumana, 2002)
- Ars Electronica 2002: HonoraryMention (Kikumana, 2002)
- 6° Japan Media Arts Festival Jurado obras recomendadas de (Mizu no Kotoba (palabras de agua), 2003)
- Festival de Cortometrajes de Santa Mania 2003: Premio del Jurado de las (Mizu no Kotoba (palabras de agua), 2003)
- Tokyo International Anime Fair 2003: División de trabajo animado Premio a la Excelencia (Mizu no Kotoba (palabras de agua), 2003)
- El 15 °de concurso de animación CG · DOGA premio a la mejor película (Mizu no Kotoba (palabras de agua), 2003)
- El 19 º Festival Internacional de Cine de Tokio: invitación cribado (Pale Cocoon, 2006)
- 1°Sapporo Short Film Festival Internacional Premio Guion (Pale Cocoon, 2006)
- Festival de Cine de Nihonbashi: Nihonbashi Mejor Película (Pale Cocoon, 2006)
- Tokio Feria Internacional del Anime trabajo OVA Division Excellence Award (Eve no jikan, 2010)
- Internacional de Cine de Pusan Contacto: invitación cribado (versión cinematográfica Eve no jikan, 2010)
- Festival de Cine Internacional de Animación de Annecy 2013: departamento película animada invitación oficial (Sakasama no patema, 2013)
- El 26 de Tokyo International Film Festival Proyecciones Especiales (Sakasama no patema, 2013)
- 2013- Festival Scotland Loves Animation Premio del Público y el Premio del Jurado (Sakasama no patema, 2013)
- 2013 Festival Internacional de Cine de Gijón: Mención Especial (Sakasama no patema, 2013)
- La 17 ° Japan Media Arts Festival: Animation Division Excellence Award (Sakasama no patema, 2013)